# Chủ nghĩa duy con người
Chủ nghĩa duy con người, hay chủ nghĩa nhân loại trung tâm, hay dĩ nhân vi trung (tiếng Anh: Anthropocentrism), là học thuyết cho rằng con người là thực thể quan trọng nhất trong vũ trụ. Chủ nghĩa này diễn giải hay đánh giá thế giới dựa trên các giá trị và kinh nghiệm của con người. Quan điểm này còn được gọi là lấy con người là trung tâm, là gốc của các vấn đề, coi con người là ngoại lệ hoặc ưu việt. Một số nền văn hóa đặc biệt thể hiện rõ nét quan điểm này.
Chủ nghĩa duy con người đã được một số nhà bảo vệ môi trường thừa nhận, như trong những cuốn sách Confessions of an Eco-Warrior của Dave Foreman và Green Rage by Christopher Manes, là cơ sở tại sao loài người chiếm ưu thế và thấy được sự cần thiết để "phát triển" phần lớn Trái Đất. Chủ nghĩa duy con người cũng được những nhà văn và nhiều người khác cho là nguyên nhân cơ bản của khủng hoảng sinh thái, quá tải dân số con người, và sự tuyệt chủng của nhiều loài không phải con người.